# Basisregistratie Instellingen
De Basisregistratie Instellingen (BRIN) is een register dat door het Nederlandse ministerie van Onderwijs, Cultuur en Wetenschap wordt uitgegeven en alle scholen en aanverwante instellingen bevat.
Elke onderwijsinstelling wordt hierin geïdentificeerd aan de hand van het nummer in het register, meestal BRIN-nummer genoemd, een vier tekens lange alfanumerieke code. Het BRIN-nummer wordt meestal aangevuld met een tweecijferige code die de vestiging (of locatie) aan kan duiden. Deze code van zes cijfers heet volgens DUO het vestigingsnummer. De Dienst Uitvoering Onderwijs (DUO) heeft onder andere als taak om de BRIN te onderhouden. Elke maand worden geldende BRIN-nummers en vestigingsnummers op de website van DUO bijgewerkt en zijn daar te downloaden.